# نمایش جنسی

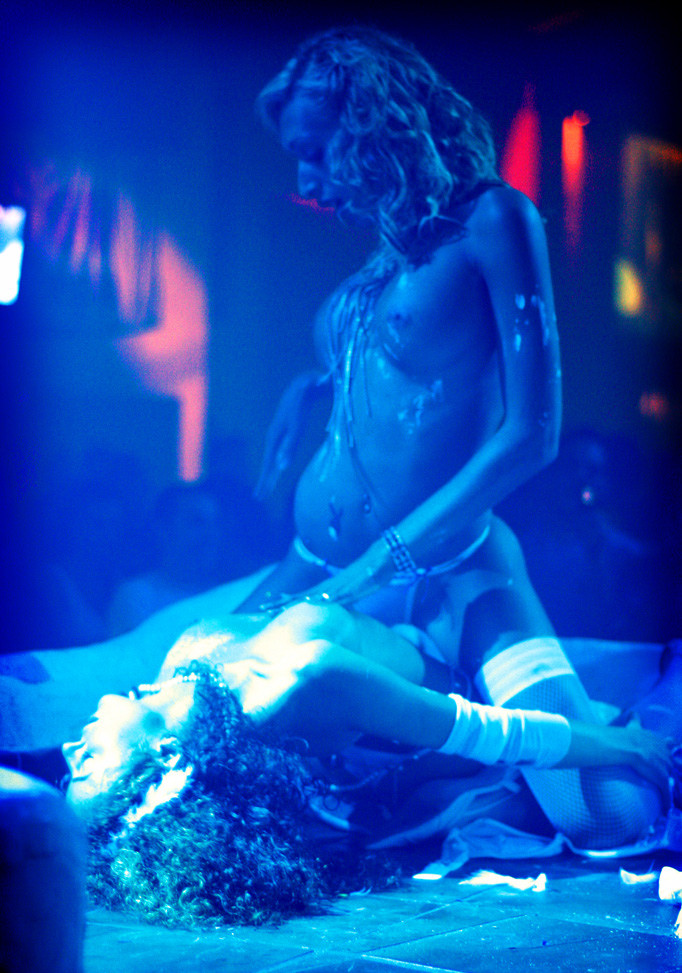
نمایش لزبین‌ها در گرانادا اسپانیا.

نمایش جنسی (به انگلیسی: Sex Show) شکلی از اجرای زنده است که در آن یک یا چند اجراکننده درگیر نوعی فعالیت جنسی روی صحنه برای سرگرمی یا رضایت جنسی تماشاگران هستند. دستمزد اجراکنندگان یا توسط تماشاگران یا توسط برگزارکنندگان نمایش پرداخت می‌شود.

## تاریخچه
نمایش های جنسی تاریخ طولانی دارند و به دوران باستان باز می گردد. به عنوان مثال، در یونان باستان، گاهی نمایش‌های جنسی در نمایشنامه ها و جشن های بزرگداشت خدای دیونیسوس گنجانده می شد. به طور مشابه، در روم باستان، گاهی نمایش‌های جنسی در میهمانی‌ها و جشن‌ها برگزار می شد. در قرون بعدی، تماشاگران جنسی با تغییرات فرهنگی و اجتماعی تغییر کردند. در قرن نوزدهم، جنبش Belle Époque یا دوران زیبا در اروپا به نمایش‌های کاباره‌ای با نمایش رقصندگان و اجراهای جنسی، مانند مولن روژ معروف در پاریس منجر شد. در قرن بیستم، نمایش های جنسی با ظهور سینمای اروتیک و پورنوگرافیک، و همچنین نمایش های استریپ‌تیز و بورلسک به تکامل خود ادامه دادند.

## محتوا
یک اجرا می‌تواند شامل اعمال واقعی خودارضایی یا شبیه‌سازی شده خودتحریکی و/یا فعالیت جنسی با مجری دیگر باشد. اجرا می‌تواند به سبک تئاتر باشد یا می‌تواند به سبک شهر فرنگ باشد. یکی از محبوب‌ترین شکل‌های نمایش جنسی، اجرای وب‌کم است که در آن بیننده می‌تواند مدل‌های وب‌کم را در زمان واقعی مشاهده کرده و با آن‌ها تعامل داشته باشد.
نمایش‌های جنسی از سرگرمی‌هایی مانند استریپ‌تیز، رقص میله و لپ‌دنس که غیر از درآوردن لباس و رقص برهنه یا نیمه برهنه، فعالیت جنسی را در بر نمی‌گیرند، متمایز می‌شوند. فعالیت جنسی در نمایش‌های جنسی نیز از روسپی‌گری یا تن‌فروشی واقعی به این دلیل متمایز است که اجراکننده معمولاً فقط با اجراکننده دیگر و نه با تماشاگران یا مشتریان پرداخت کننده در فعالیت‌های جنسی شرکت می‌کنند. نمایش‌های جنسی می‌توانند با بخش‌های دیگر صنعت سکس همپوشانی داشته باشند. به عنوان مثال، یک استریپ کلاب نیز می‌تواند نمایش‌های جنسی زنده ارائه کند و و یک فاحشه ممکن است برای جلب رضایت یک حامی پیشنهاد انجام اعمال جنسی با روسپی دیگر را بدهد.

## انواع نمایش‌های جنسی

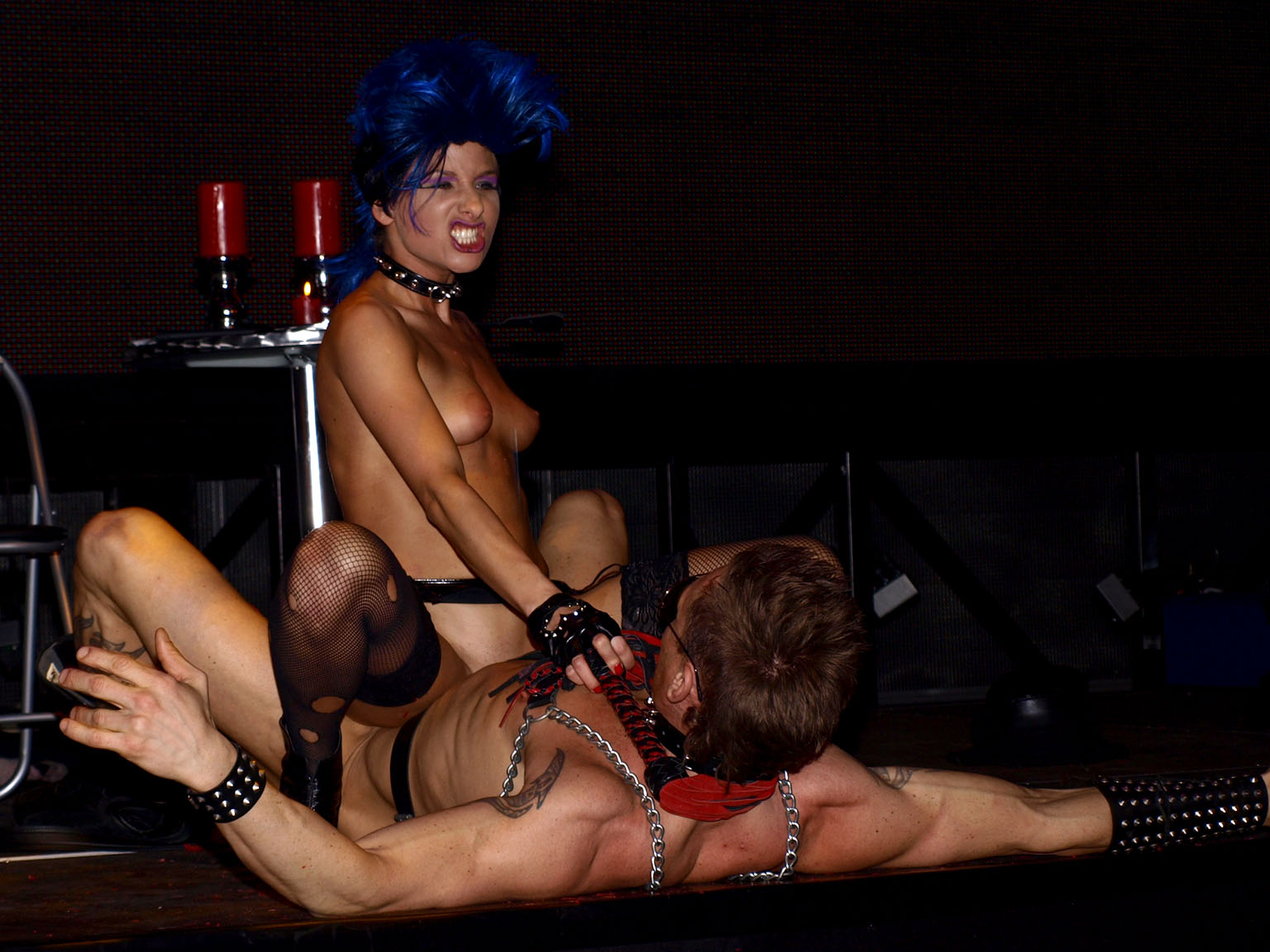
نمایش زنده جنسی (دامیناتریکس) در Eros Pyramide، اتریش، ۲۰۰۹

انواع مختلفی از نمایش‌های جنسی وجود دارد، از جمله:
- استریپ‌تیز: نوعی اجرا که در آن فرد به تدریج در مقابل تماشاچیان معمولاً در حین رقصیدن یا انجام حرکات شهوانی لباس خود را درمی‌آورد. این نوع اجرا در کلوپ‌ها و بارها رایج است.
- بورلسک: شکلی از اجرای کمیک و اروتیک که عناصری از تئاتر، رقص و موسیقی را ترکیب می‌کند. نوازندگان بورلسک اغلب کنش‌ها و اجراهای استریپ‌تیز طنز یا پارودی انجام می‌دهند.
- نمایش پیپ: نوعی نمایش جنسی که در آن بینندگان افرادی را که در حال انجام اعمال جنسی یا شهوانی از طریق یک باز یا پنجره کوچک هستند تماشا می‌کنند.
- سکس زنده: نمایشی که در آن افراد به صورت زنده در مقابل تماشاچیان اعمال جنسی انجام می‌دهند. این نمایش‌ها را می‌توان در کلوب‌های جنسی منتخب، تئاترهای بزرگسالان و رویدادهای ویژه یافت.
- وب‌کم: نوعی نمایش جنسی که به صورت آنلاین پخش می‌شود، که در آن مدل‌های وب‌کم با بینندگان تعامل می‌کنند و در ازای دریافت انعام یا پرداخت، اعمال شهوانی یا جنسی انجام می‌دهند. سایت‌های وب کم بزرگسالان در اوایل قرن بیست و یکم با گسترش اینترنت محبوب شدند.

## مکان‌ها

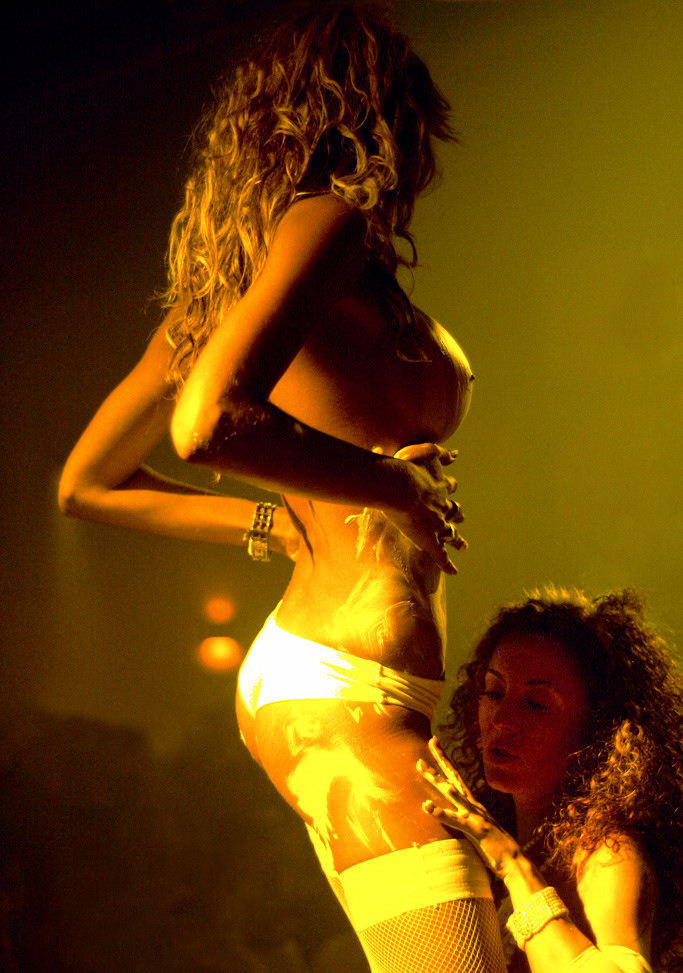
کِرِم مالی، نمایش لزبین‌ها در گرانادا اسپانیا.

در دهه ۱۹۵۰ در هاوانا، کوبا، در دوران ریاست جمهوری دوم فولخنسیو باتیستا، نمایش‌های جنسی نیمه قانونی و تئاترهای پورنوگرافی زنده مانند تئاتر شانگهای و کاباره توکیو وجود داشت. گراهام گرین، رمان‌نویس انگلیسی، در کتاب زندگی‌نامه‌اش راه‌های فرار می‌نویسد: «تئاتر شانگهای که در آن با یک دلار و بیست و پنج سنت می‌توانستید یک کاباره برهنه با فحاشی شدید با فیلم‌های پورنوگرافی آبی را در فواصل زمانی دید».
در طول دهه‌های ۱۹۶۰ و ۱۹۷۰ ، وینتیان پایتخت لائوس به دلیل نمایش‌های جنسی در بارهای نمایش پینگ پنگ در طول جنگ ویتنام مشهور بود. سفرنامه نویس پل تروکس در سال ۱۹۷۳ یک بار در وینتیان را به این شکل توصیف کرده‌است: «"چشمان شما به تاریکی عادت می‌کند و می‌بینید که پیشخدمت برهنه است. بدون هشداری او روی صندلی پرش می‌کند، سیگار را در واژن خود می‌گذارد و آن را روشن می‌کند و با انقباض ریه‌های رحمی، آن را پف می‌کند.»
روزنامه‌نگار بریتانیایی کریستوفر رابینز نوشت که رز سفید (The White Rose)، یک بار معروف وینتیان در طول جنگ، نمایش‌های زمینی داشت که زنان از واژن خود برای سیگار کشیدن و پرتاب توپ پینگ پونگ استفاده می‌کردند.
در ریپربان، منطقه سرخ هامبورگ، چندین تئاتر جنسی (سالامبو، رجینا، کولیبری، سافاری) در خیابان گروسه فرایت ("آزادی بزرگ") قرار داشتند. آنها نمایش‌های جنسی زنده را روی صحنه اجرا می‌کردند، اما تا سال ۲۰۰۷ سافاری تنها تئاتر جنسی زنده در آلمان باقی مانده بود و در سال ۲۰۱۳ بسته شد.
در منطقه سرخ دو والن در آمستردام، سه مکان اصلی برای نمایش‌های جنسی وجود دارد: یک بار میزبان به نام بار بانان، و تئاترهای مولن روژ و کازا روسو که شامل کنش‌های جنسی روی صحنه و نمایش‌های مختلفی است. کازا روسو، نمایش‌های جنسی ۹۰ دقیقه‌ای را برگزار می‌کند که از ۹ عملکرد متفاوت تشکیل شده‌است. این عملکردها شامل زنی است که با استفاده از واژن خود سیگار می‌کشد، یک زن سلطه‌گر که یک داوطلب از میان تماشاچیان را تحقیر می‌کند و یک زوجی است که در یک صحنه چرخشی رابطه جنسی دارند.
در تایلند، مکان‌هایی مانند پاتپونگ در بانکوک، واکینگ استریت، پاتایا، جاده بنگلا در پوکت و دروازه تا پائه در چیانگ مای دارای تعداد زیادی مکان برگزاری نمایش‌های پینگ پونگ هستند. عبارت «رفتن به بانکوک» گاهی به عنوان یک اصطلاح در غرب برای «رفتن به یک نمایش جنسی زنده» استفاده می‌شود.

## قانونی بودن

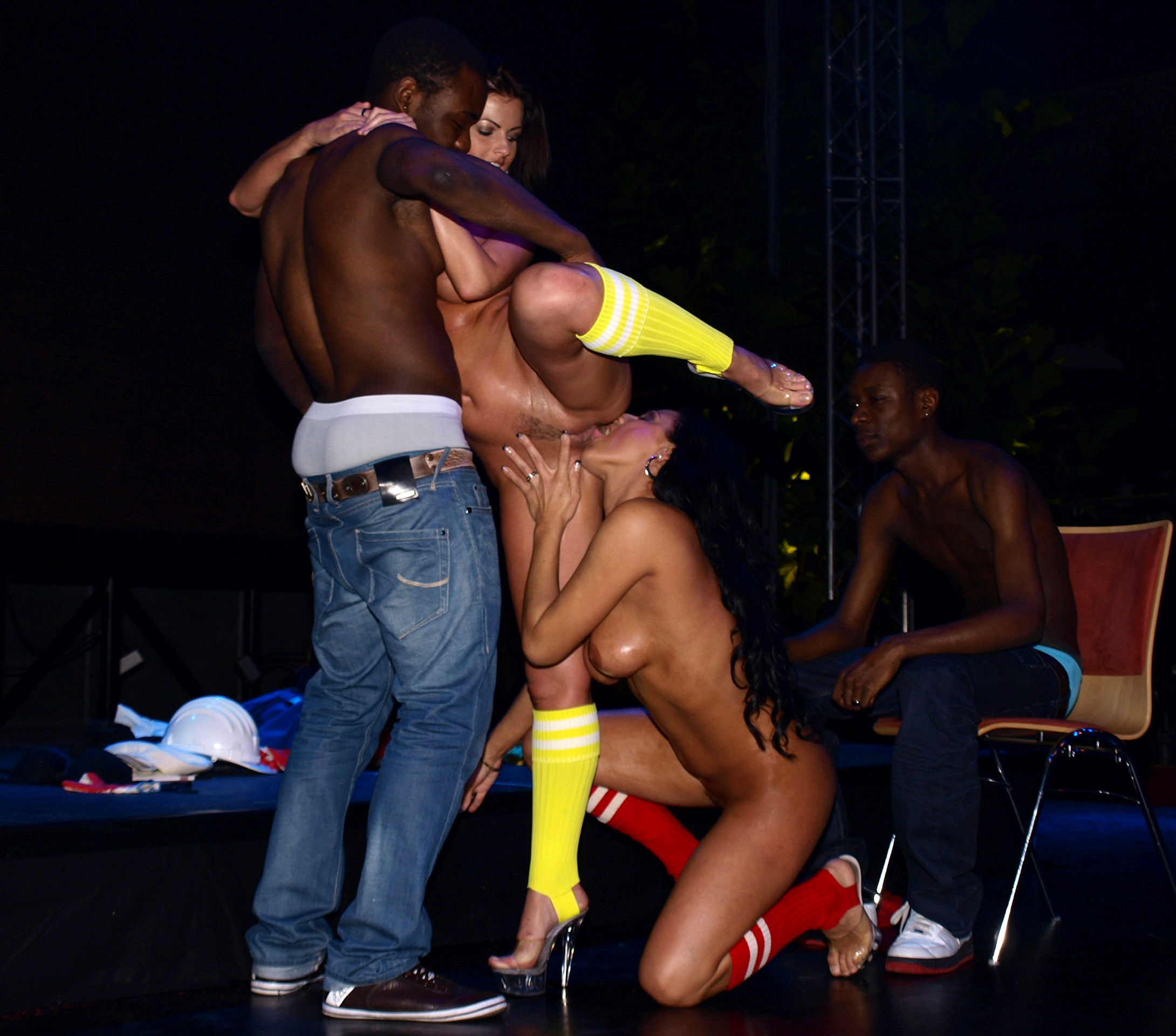
نمایش زنده جنسی (دختر روی دختر) در Eros Pyramide، اتریش، ۲۰۰۹

نمایش‌های جنسی تابع قوانین مختلفی مانند الزامات مجوزدهی هستند و مکان‌ها تابع مقررات منطقه‌بندی محلی هستند. برخی از حوزه‌های قضایی، نمایش جنسی را تن‌فروشی می‌دانند. محتوای یک نمایش جنسی همچنین ممکن است تحت قوانین ملی و محلی فحشا و قوانین دیگر قرار گیرد. برخی مناطق اجازه دارند که استریپ‌تیز صورت بگیرد، اما فعالیت جنسی نباشد، برخی دیگر ممکن است فقط فعالیت جنسی شبیه‌سازی شده یا فعالیت خودارضایی را بپذیرند، در حالی که برخی دیگر اجازه می‌دهند هر چیزی که در فیلم‌های پورنو قانونی است به صورت زنده اجرا شود. به‌طور کلی، تا سال ۲۰۱۰، فعالیت خودارضایی رایج‌ترین فعالیت جنسی زنده قابل دسترس بوده‌است. در برخی از شهرها و کشورها در سراسر جهان، فعالیت جنسی زنده بین چند اجراکننده قانونی است. نمایش‌های جنسی وب‌کم عمدتاً بدون هیچ نظارتی هستند.

## جنجال‌ها و انتقادات
نمایش‌های جنسی به دلایل مختلفی مورد بحث و انتقاد قرار گرفته‌اند. برخی این نمایش‌ها را نوعی استثمار جنسی می‌دانند، به‌ویژه زمانی که شامل کارگران جنسی است که مجبور یا اجبار شده‌اند در آن‌ها شرکت کنند. برخی دیگر نگران تأثیرات بالقوه آن بر سلامت روحی و جسمی شرکت کنندگان هستند وهمچنین نگران این هستند که چگونه این نمایش‌ها می‌توانند به شیوع بیماری‌های آمیزش جنسی کمک کنند. فمینیست‌ها همچنین تأکید می‌کنند که بسیاری از نمایش‌های جنسی کلیشه‌های جنسیتی را تقویت می‌کنند و زنان را به عنوان اشیاء جنسی می‌بینند. با این حال، برخی از حامیان جنبش جنسیت مثبت معتقدند که نمایش‌های جنسی می‌توانند شکلی از هنر و آزادی جنسی باشند، هم برای هنرمندان و هم برای تماشاگران، و می‌توانند به شکستن تابوها و تبعیضات اطراف جنسیت کمک کنند.